# Kvinnlig ejakulation
Denna artikel handlar om kvinnlig ejakulation; för andra betydelser, se Ejakulation (olika betydelser).

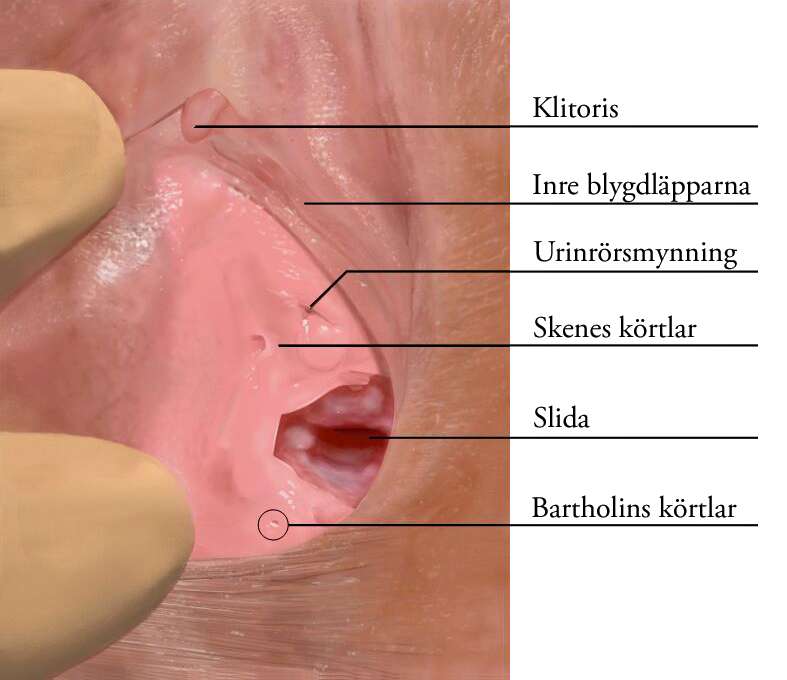
Skenes körtlars placering.

Kvinnlig ejakulation, också kallad fontänorgasm eller sprutorgasm, är två olika typer av vätskeutsöndringar i samband med kvinnlig orgasm eller sexuell upphetsning. Båda har kopplingar till urinrörsöppningen eller två körtlar nära den, men de är olika ymniga och ger två olika typer av vätskor.

## Två typer
Kvinnlig ejakulation är dåligt undersökt och omgiven av olika uppfattningar. Förr förekom det att man betraktade fenomenet som en defekt, en form av urininkontinens, och kvinnor opererades för att de skulle sluta vara sängvätare. Numera anser man att ejakulationen genereras av två prostataliknande körtlar innanför de inre blygdläpparna, benämnda Skenes körtlar ("Den kvinnliga prostatan") och Bartolins körtlar. Sexuell upphetsning leder till att de här körtlarna utsöndrar vätska, ibland kombinerat med vätska från urinröret. 
Enligt RFSU ska kvinnlig ejakulation inte förväxlas med ren urin, då den kemiska sammansättningen skiljer sig. Urin, som är en utsöndringsprodukt från kroppen, innehåller endast salter och vätska, medan det slem som utsöndras av Skenes körtlar bidrar till den nödvändiga lubrikationen vid samlag. 
Vid den ena formen av ejakulation (engelska: female ejaculation) utsöndras en lätt mjölkaktig vätska. Vätskan kan antingen utsöndras kontinuerligt under hela den sexuella stimuleringen eller med större kraft och tydlig stråle vid orgasm. Mängden varierar från några droppar till cirka 5 milliliter. Vätskan innehåller bland annat fruktos och glukos och påminner om tunn skummjölk, vilket ger den en sötaktig doft och smak. Denna vätska kommer från körtlarna vid urinrörsöppningen.
Den andra typen av ejakulation (engelska: squirting, motsvarande fontänorgasm) är mer häftig och ymnig. Då kan upp till 150 ml klar vätska utsöndras, antingen genom ett flöde eller ett rent sprutande. Vid en studie ombads testpersoner att tömma urinblåsan och därefter onanera. Genom den sexuella upphetsningen fylldes urinblåsan, och vätskan sprutade ut genom urinröret. Innehållet i vätskan var en blandning av lubrikation och utspädd urin. Den är klar och luktar inte urin; däremot finns mindre mängder urin i utlösningsvätskan.
Många kvinnor är rädda för att "kissa på sig" under samlaget, medan vissa tänder sexuellt på urin (urolagni).

## Framkallande av kvinnlig ejakulation
De flesta kvinnor anses kunna få fontänorgasm, eftersom de har samma typ av prostatavävnad och körtlar. Resultatet är dock bland annat beroende av att man är avslappnad, får rätt stimulans och blir upphetsad. Skamkänslor och rädsla för att kissa på sig motverkar möjligheten att kunna ejakulera.
En fontänorgasm framkallas bäst genom klitorisonani eller massage av den kvinnliga G-punkten, ett område några centimeter inne i slidans framvägg som är fyllt av svällkropps- och prostatavävnad. Numera talas oftare om CUV-komplexet (engelska clitoral-urethral-vaginal complex), beläget i mötespunkten mellan klitoris, urinröret och slidan. Dessa svällkroppar (som del av klitoris benämns de ofta klitorisklyftor) sväller vid upphetsning, vilket innebär att man inte kan kissa på sig av misstag eller kissa direkt efter sex; detta motsvarar mannens svårighet att urinera med erigerad penis.
Vid stimulering av G-punkten/CUV-komplexet, vars receptorer är särskilt känsliga för tryck, blodfylls och hårdnar den. Till en början kan denna stimulering ge upphov till en känsla av att vara kissnödig. Vid långvarig massage inifrån och ut, övergår dock känslan oftast i sexuell njutning som kan ge upphov till orgasm och utlösning.
Att tänka på vid G-punktsstimulering är att man oftast behöver ta i lite kraftigare än vid stimulering av andra ställen på könsorganet. För effektivast G-punktmassage kan man använda fingrarna eller särskilt anpassade G-punktstavar.

## I kulturen

### Olika länder och tider
Fontänorgasm har varit föremål för olika och rent motstridiga åsikter i olika länder och tider. I det antika Grekland ansågs den kvinnliga ejakulationen vara lika viktig för befruktningen som den manliga ejakulationen. Den skulle även vara en nödvändig ingrediens i god hälsa. Motsvarande syn på kvinnlig ejakulation som ett "måste" finns i det afrikanska landet Rwanda.
I Västvärlden har ämnet ofta varit tabu. I Sverige har Jessica Påfs (Göteborg universitet) samarbetat med forskare på Karolinska institutet i pionjärstudier för att bättre förstå ämnets natur.

### I pornografin
I slutet av 1990-talet blev fontänorgasm och kvinnlig ejakulation, så kallad squirting, vanligt förekommande i amerikansk pornografisk film. Regissören Max Hardcore var först med att ha det som ett återkommande inslag i sina filmer. En variant inom pornografin är så kallad lesbisk bukkake, där en grupp kvinnor ger sprutande fontänorgasmer i ansiktet eller över kroppen på en ensam kvinna. Den första sådana filmen var Lesbian Bukkake 1, regisserad 2004 av Ashley Blue.
Sedan 2014 är fontänorgasm illegal att visa i brittisk pornografi.